# Homogeneización

Válvula de homogeneización, en una ilustración esquemática. Una vez que ha pasado a través de la válvula, el medio es más homogéneo que en la condición previa. En este tipo de válvulas, la homogeneización se consigue aplicando elevada presión para forzar el paso de la mezcla.

El término homogeneización (en algunos países, también homogenización) se emplea en campos tales como la química, las ciencias agrícolas, la tecnología de los alimentos, la sociología y la biología celular, y hace referencia a un proceso por el que se hace que una mezcla presente las mismas propiedades en toda la sustancia, porque así lo muestra la regla general (en la tecnología de los alimentos, por ejemplo) y se entiende que se realiza una mejora en calidad final del producto.[cita requerida]
Entre las técnicas de laboratorio, cuando se emplea material biológico, la homogeneización trata de disgregar los tejidos y romper las células, con el menor daño a la membrana plasmática. Para la homogeneización de material biológico en el laboratorio suelen usarse homogeneizadores, generalmente accionados manualmente. Esto constituye parte del equipamiento básico de los laboratorios de bioquímica, biología molecular y biología celular, ya que la homogeneización suele ser uno de los pasos iniciales en la preparación de una muestra.

## Química
En química se denomina así a una operación intensiva de mezclado de diferentes fases insolubles (a veces con la inclusión de una sustancia tensoactiva) con el objeto de obtener una suspensión soluble o emulsión.
En ciencia:
- Homogéneo: una mezcla uniforme de las sustancias con similares fases.
- Heterogéneo: una mezcla homogénea de sustancias con fases diferentes.

## Ciencia de los alimentos

### Homogeneización de la leche
La leche fresca suele tener ciertas fechas de caducidad que aparece en la superficie, separándose del resto de la masa de líquido. Homogeneización en este caso es el proceso de romper la grasa en pequeñas partículas de tamaño, de tal forma que no se separen en el futuro de la masa de líquido. Esta operación se realiza sometiendo a la leche a gran presión (entre 150-300 bares) para que fluya por diminutos orificios (generalmente de diámetro de 10 a 30 µm). La estabilidad obtenida evita que la grasa se separe del resto de los componentes y pueda ascender hacia la superficie por su menor peso y su menor densidad y esto a su vez evita que la leche se vuelva muy desagradable al olfato y se cree una capa amarillenta media verdosa parecida a la contextura de un moco acuoso.La homogeneización consiste en pulverizar la leche entera haciéndola pasar a presión a través de pequeñas boquillas; el tamaño de los glóbulos de grasa se reduce hasta un tamaño en el que la crema ya no se separa.1 A ello se debe que en la «leche homogeneizada» (la que fue procesada de esta forma) no se produzca tan fácilmente esa capa de crema.

### Ayuda con los helados
La homogeneización cuando se realiza en los helados, incrementa la viscosidad y cuerpo de la masa y produce un mejor aspecto de la mezcla helada de cara al consumo.